# 人間の土地

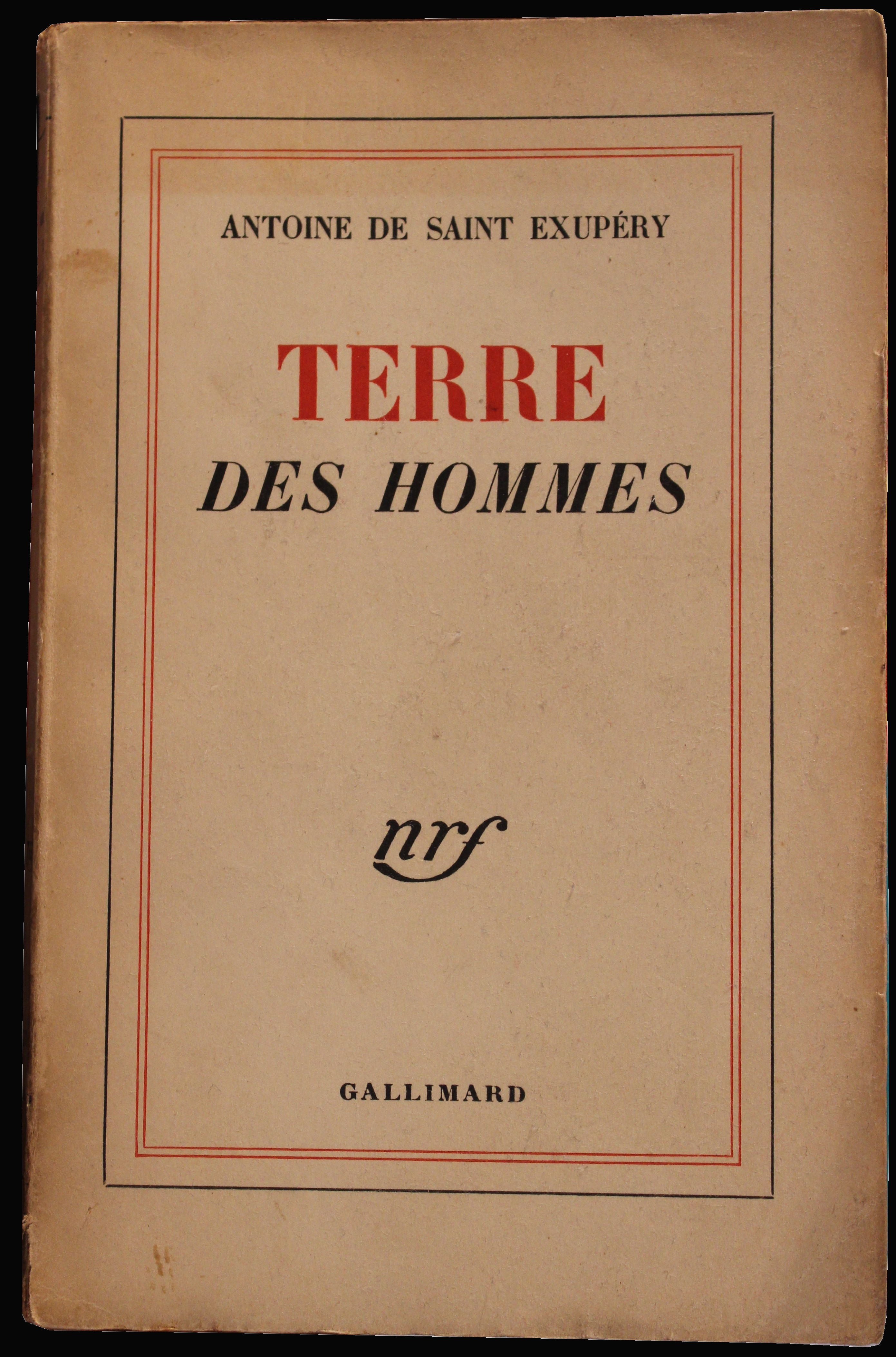

『人間の土地』（にんげんのとち）は、1939年にフランスで出版されたアントワーヌ・ド・サン＝テグジュペリによるエッセイ集。邦題は『人間の大地』（にんげんのだいち）など複数ある（#日本語訳の項目を参照）。
飛行士としての15年間の経験を基に巧みな筆致で語るエッセイで、極限状態での僚友との友情や、人間らしい生き方とは何か、が主題となっている。出版の同年にアカデミー・フランセーズ小説大賞を受賞した。
主に語られているのは1926年以降の郵便飛行士としての経験で、作者はラテコエール社での僚友アンリ・ギヨメに同書を捧げている。
フランス語の原題 Terre des hommes は、著者が書き残した戯画等を考え合わせると、直訳すれば「人間達の地球」という意味であると思われる。東欧圏では「人びとの惑星」と訳すのが一般的である。アメリカ版の題は Wind, Sand and Stars となっている。

## 構成
※（各章のタイトルは、新潮文庫版より引用）
序文人間の使命について。
1 定期航空作者がラテコエール社に入社したばかりの駆け出しの飛行士であったころの思い出。
2 僚友勇敢な僚友たちの思い出をふり返り、人間らしい生き方について語る。
3 飛行機技術の進歩とは何を意味するかについて。この章は一貫してギヨメへと語りかける形式で書かれている。
4 飛行機と地球飛行機がはじめて見せる地球の姿について。
5 オアシスアルゼンチンで招待された、おとぎ話のような一軒家での出来事について。
6 砂漠でサハラ砂漠での現地民との交流について、砂漠の魅力について。
7 砂漠のまん中でリビア砂漠にて墜落・遭難し、奇跡的に生還した経験について。
8 人間人間の本質とは何か、なぜ挑戦し続けるのかについて。

## 他作品との関連
この作品で描かれる飛行士としての経験は、作者の他の作品にも大きな影響を与えている。

### 夜間飛行
「定期航空」や「僚友」には、果敢に新航路を開発する僚友や、親友が消息不明になった経験、服務規程を徹底する支配人など、『夜間飛行』の原型になったと思われるエピソードが多数描かれている。

### 星の王子さま
『星の王子さま』の主人公はサハラ砂漠の単独飛行中に不時着しているが、この元になったと思われる「砂漠のまん中で」は、リビア砂漠（サハラ砂漠の一部分。エジプトとリビアにまたがる）での遭難体験（1935年12月。墜落地点はカイロ西方200km）である。これとは別に1927年2月、サハラ西部に不時着し、2日後にギヨメに救出されるという体験もしている。

### 南方郵便機
「砂漠で」のエピソードのうちいくつかは、『南方郵便機』にそのまま挿入されたものだと作者自身が『人間の土地』の中で語っている。

## 日本語訳
- 『人間の土地』（堀口大學訳、新潮文庫）、初版1955年、改版1998年、再改版2012年
　初訳版は第一書房（1939年）。一時期「空の開拓者」に改題
  - サン＝テグジュペリ作品に多大な影響を受けた宮崎駿が新版文庫カバー画を担当、跋文を寄稿。
  - なお宮崎駿は大著『サン＝テグジュペリ デッサン集成』（山崎庸一郎・佐藤久美子訳、みすず書房、2007年）にも序文を寄せている。
- 『サン=テグジュペリ・コレクション3　人間の大地』（山崎庸一郎訳、みすず書房）、新装版2000年。旧版「著作集1」1983年
- 『人間の大地』（渋谷豊訳、光文社古典新訳文庫）、2015年
- 『夜間飛行・人間の大地』（野崎歓訳、岩波文庫）、2025年5月